# Лехув (Свентокшиське воєводство)
Лехув (пол. Lechów) — село в Польщі, у гміні Беліни Келецького повіту Свентокшиського воєводства.
Населення — 1258 осіб (2011).
У 1975-1998 роках село належало до Келецького воєводства.

## Демографія
Демографічна структура на день 31 березня 2011 року:
|          | Загалом | Допрацездатний вік | Працездатний вік | Постпрацездатний вік |
| -------- | ------- | ------------------ | ---------------- | -------------------- |
| Чоловіки | 645     | 165                | 433              | 47                   |
| Жінки    | 613     | 156                | 376              | 81                   |
| Разом    | 1258    | 321                | 809              | 128                  |